# Álvaro Morte
Álvaro Antonio García Pérez (Algeciras, Cádiz, 23 de febrero de 1975), conocido como Álvaro Morte, es un actor español, conocido principalmente por sus papeles en series de televisión. Encarnó a Gabriel Areta en Amar es para siempre, a Lucas Moliner en El secreto de Puente Viejo, ambas producciones de Antena 3, y a Sergio Marquina «El Profesor» en La casa de papel (2017-2021), que se convirtió en un éxito global, dando gran popularidad al actor fuera de las fronteras españolas. Morte interpreta a Logain Ablar, en la serie de alta fantasía de Amazon Prime Video, La rueda del tiempo (2021-presente).

## Biografía
Álvaro Morte  nació el 23 de febrero de 1975 en Algeciras, provincia de Cádiz, trasladándose pronto con su familia a Bujalance, provincia de Córdoba.
Inicialmente matriculado en la carrera de Ingeniería de Comunicaciones, se cambió a arte dramático, graduándose en la Escuela Superior de Arte Dramático de Córdoba en 1999. También realizó estudios de postgrado durante dos meses en la Universidad de Tampere. Tras su paso por Finlandia, se instaló en Madrid. A los 33 años le diagnosticaron un tumor canceroso en el muslo izquierdo, que finalmente superó.

## Trayectoria
Morte comenzó su carrera como actor cuando interpretó un papel menor en la serie de televisión española Hospital Central. Consiguió su primer papel principal en una serie de televisión en Planta 25, emitido en varias televisiones autonómicas españolas y en el que interpretaba a Ray -un conductor- de 2007 a 2008. Después interpretó a Adolfo Castillo en la serie de televisión española Bandolera, a Gabriel Areta en la telenovela Amar en tiempos revueltos.
Morte interpretó un papel secundario en Lola, la película (2007), una película biopic sobre la cantante folclórica Lola Flores en la que encarnó brevemente a un torero, amante de la protagonista.
Además de su trabajo como actor, Morte posee una compañía de teatro llamada "300 pistolas", fundada en 2012. y comenzó a dirigir obras de teatro como El lazarillo de Tormes, Tres sombreros de copa, La casa de Bernarda Alba o El perro del hortelano.
Los papeles más importantes en sus primeros años de carrera televisiva fueron las series Bandolera, Amar es para siempre y El secreto de Puente Viejo en 2014, interpretando a Lucas Moliner -un médico de pueblo- hasta 2017.
Tras su salida de Puente Viejo, antes de alcanzar el reconocimiento mundial, Morte interpretó el papel de Sergio «el Profesor» Marquina en la serie de televisión La Casa de Papel. La primera temporada se emitió en Antena 3 en 2017. Fue muy elogiado por su interpretación del personaje -el meticuloso cerebro criminal detrás de la trama del atraco central de la serie- y ha ganado, junto con la serie de televisión, fama mundial. A finales de 2017, Netflix adquirió la serie y la distribuyó a nivel mundial en su plataforma. La segunda parte de la temporada final se estrenó en diciembre de 2021. Por su interpretación, ha obtenido una nominación en los premios Feroz a mejor actor protagonista de una serie, otra a los premios de la Unión de Actores a mejor actor principal y un galardón en los premios Iris al mejor actor.
En 2018 protagonizó el largometraje Durante la tormenta, junto a Adriana Ugarte, del director Oriol Paulo, que tuvo buena recaudación a nivel internacional. Un año más tarde, protagonizó la ficción de Movistar+ El embarcadero, junto a Irene Arcos y Verónica Sánchez, en la cual se mantuvo hasta su final en la segunda temporada. En 2020 se unió al reparto de la ficción internacional The Head, emitida en España por Orange TV, tan solo para su primera temporada. En 2021 estrenó en Amazon Prime Video la superproducción estadounidense The Wheel of Time con un papel recurrente como Logain Ablar en sus tres temporadas. Además, se anunció su papel protagonista para la miniserie Sin límites, una coproducción entre Prime Video y Televisión Española.
En 2024 protagonizó la película de terror estadounidense Immaculate, junto a Sydney Sweeney, donde interpreta al Padre Sal Tedeschi. También tuvo un papel protagónico en la cinta Raqa de producción internacional. Ese mismo año, puso voz a Hernán Cortés / Two-Face en la película animada Aztec Batman: Clash of Empires. Además, debutó en el Teatros del West End de Londres con la obra de teatro Barcelona, la cual protagoniza junto a Lily Collins.

## Filmografía

### Cine
| Año  | Título                         | Personaje                | Notas            |
| ---- | ------------------------------ | ------------------------ | ---------------- |
| 2007 | Lola, la película              | Rafael Torres            |                  |
| 2018 | Durante la tormenta            | David Ortiz              |                  |
| 2022 | Objetos                        | Mario                    |                  |
| 2024 | Immaculate                     | Padre Sal Tedeschi       |                  |
| 2024 | Raqa                           | Haibala «El Saharaui»    |                  |
| 2025 | Aztec Batman: Clash of Empires | Hernán Cortés / Two-Face | Actuación de voz |

### Televisión
| Año       | Título                              | Personaje                      | Notas                                            |
| --------- | ----------------------------------- | ------------------------------ | ------------------------------------------------ |
| 2002      | Hospital Central                    | Bombero / Buzo                 | 2 episodios                                      |
| 2002      | Policías, en el corazón de la calle | El Buti                        | 3 episodios                                      |
| 2007–2008 | Planta 25                           | Ray                            | Rol recurrente; 64 episodios                     |
| 2008      | Aída                                | Jefe de Luisma                 | Episodio: «Lleno, por favor»                     |
| 2009      | ¡A ver si llego!                    | Pablo                          | Rol recurrente; 6 episodios                      |
| 2009–2010 | Cuéntame cómo pasó                  | Antonio «Toño» Guerrero Santos | 4 episodios                                      |
| 2010      | Las chicas de oro                   | Chico                          | Episodio: «Un lecho de rosas»                    |
| 2011–2012 | Bon día, bonica                     | Román                          | Elenco principal (temporada 2); 60 episodios     |
| 2012      | Isabel                              | Soldado de Girón               | Episodio: «La negociación»                       |
| 2012      | La memoria del agua                 | Miguel Suárez Toro             | Elenco principal (miniserie)                     |
| 2012–2013 | Bandolera                           | Adolfo Castillo                | Rol recurrente; 14 episodios                     |
| 2014      | Bienvenidos al Lolita               | Narrador                       | Rol recurrente; 4 episodios                      |
| 2014      | El Príncipe                         | Ballesteros                    | Episodio: «Haz lo que tengas que hacer»          |
| 2014      | Víctor Ros                          | Donato Vergel                  | Episodio: «El misterio de la casa Aranda»        |
| 2014      | Amar es para siempre                | Gabriel Areta                  | Rol recurrente; 32 episodios                     |
| 2014–2017 | El secreto de Puente Viejo          | Lucas Moliner                  | Elenco principal (temporadas 5-8); 537 episodios |
| 2017–2021 | La casa de papel                    | Sergio Marquina «El Profesor»  | Protagonista; 41 episodios                       |
| 2019–2020 | El embarcadero                      | Óscar León Faus                | Elenco principal; 16 episodios                   |
| 2020      | El último show                      | Él mismo                       | Estrella invitada                                |
| 2020      | The Head                            | Ramón Lázaro                   | Elenco principal (temporada 1); 6 episodios      |
| 2021–2024 | The Wheel of Time                   | Logain Abbair                  | Rol recurrente; 9 episodios                      |
| 2022      | Sin límites                         | Juan Sebastián Elcano          | Protagonista (miniserie)                         |
| 2022      | Historias para no dormir            | Gabriel                        | Episodio: «La pesadilla»                         |
| TBA       | Berlín                              | Sergio Marquina «El Profesor»  | TBA (2T)                                         |

### Teatro
| Año       | Título    | Personaje | Lugar             |
| --------- | --------- | --------- | ----------------- |
| 2024–2025 | Barcelona | Manuel    | West End, Londres |

## Premios y nominaciones
| Año  | Categoría                 | Trabajo nominado | Resultado | Ref.   |
| ---- | ------------------------- | ---------------- | --------- | ------ |
| 2020 | Mejor actor de televisión | La casa de papel | Ganador   | [ 39 ] |
| 2022 | Mejor actor de televisión | La casa de papel | Nominado  | [ 40 ] |

| Año  | Categoría                             | Trabajo nominado | Resultado | Ref.   |
| ---- | ------------------------------------- | ---------------- | --------- | ------ |
| 2018 | Mejor actor protagonista de una serie | La casa de papel | Nominado  | [ 41 ] |
| 2020 | Mejor actor protagonista de una serie | La casa de papel | Nominado  | [ 42 ] |

| Año  | Categoría                      | Trabajo nominado | Resultado | Ref.   |
| ---- | ------------------------------ | ---------------- | --------- | ------ |
| 2019 | Mejor interpretación masculina | La casa de papel | Ganador   | [ 43 ] |

| Año  | Categoría                           | Trabajo nominado | Resultado | Ref.   |
| ---- | ----------------------------------- | ---------------- | --------- | ------ |
| 2021 | Mejor intérprete masculino nacional | La casa de papel | Ganador   | [ 44 ] |

| Año  | Categoría                                   | Trabajo nominado | Resultado | Ref.   |
| ---- | ------------------------------------------- | ---------------- | --------- | ------ |
| 2020 | Mejor interpretación masculina en teleserie | La casa de papel | Ganador   | [ 45 ] |
| 2021 | Mejor interpretación masculina en teleserie | La casa de papel | Nominado  | [ 46 ] |

| Año  | Categoría                               | Trabajo nominado  | Resultado | Ref.   |
| ---- | --------------------------------------- | ----------------- | --------- | ------ |
| 2018 | Mejor actor protagonista de televisión  | La casa de papel  | Nominado  | [ 47 ] |
| 2019 | Mejor actor protagonista de televisión  | La casa de papel  | Ganador   | [ 48 ] |
| 2022 | Mejor actor en producción internacional | The Wheel of Time | Nominado  | [ 49 ] |